# Aya Terakawa
Aya Terakawa (Japans: 寺川綾, Terakawa Aya)( Osaka, 12 november 1984) is een Japanse zwemster. Ze vertegenwoordigde haar vaderland op de Olympische Zomerspelen 2004 in Athene.

## Carrière
Bij haar internationale debuut, op de wereldkampioenschappen zwemmen 2001 in Fukuoka, eindigde Terakawa als achtste op de 200 meter rugslag.
Op de Pan Pacific kampioenschappen zwemmen 2002 in Yokohama veroverde de Japanse de zilveren medaille op de 200 meter rugslag, op de 100 meter rugslag eindigde ze op de vijfde plaats.
In Barcelona nam Terakawa deel aan de wereldkampioenschappen zwemmen 2003, op dit toernooi strandde ze in de halve finales van de 200 meter rugslag.
Tijdens de Olympische Zomerspelen van 2004 in Athene eindigde de Japanse als achtste op de 200 meter rugslag.

### 2009-heden
Na een afwezigheid van vijf jaar maakte Terakawa haar comeback op de wereldkampioenschappen zwemmen 2009 in Rome. Op dit toernooi eindigde ze als achtste op de 200 meter rugslag, op zowel de 50 als de 100 meter rugslag werd ze uitgeschakeld in de halve finales.
Tijdens de Pan Pacific kampioenschappen zwemmen 2010 in Irvine sleepte de Japanse de zilveren medaille in de wacht op zowel de 50 als de 100 meter rugslag, daarnaast eindigde ze als elfde op de 200 meter rugslag. Op de 4x100 meter wisselslag legde ze samen met Satomi Suzuki, Yuka Kato en Haruka Ueda beslag op de bronzen medaille. Op de Aziatische Spelen 2010 in Guangzhou veroverde Terakawa de zilveren medaille op de 50 meter rugslag en de bronzen medaille op de 200 meter rugslag, daarnaast eindigde ze als vierde op de 100 meter rugslag. Samen met Satomi Suzuki, Yuka Kato en Haruka Ueda sleepte ze de zilveren medaille in de wacht op de 4x100 meter wisselslag.
In Shanghai nam de Japanse deel aan de wereldkampioenschappen zwemmen 2011. Op dit toernooi legde ze, op de 50 meter rugslag, beslag op de zilveren medaille en eindigde ze als vijfde op de 100 meter rugslag. Op de 4x100 meter wisselslag eindigde ze samen met Satomi Suzuki, Yuka Kato en Yayoi Matsumoto op de vijfde plaats.

## Internationale toernooien
| Jaar | Olympische Spelen      | WK langebaan                                         | WK kortebaan  | PanPacs                                                           | Aziatische Spelen                                                |
| ---- | ---------------------- | ---------------------------------------------------- | ------------- | ----------------------------------------------------------------- | ---------------------------------------------------------------- |
| 2001 |                        | 8e 200m rugslag                                      |               |                                                                   |                                                                  |
| 2002 |                        |                                                      | geen deelname | 5e 100m rugslag · 200m rugslag                                    | geen deelname                                                    |
| 2003 |                        | 9e 200m rugslag                                      |               |                                                                   |                                                                  |
| 2004 | 8e 200m rugslag        |                                                      | geen deelname |                                                                   |                                                                  |
| 2005 |                        | geen deelname                                        |               |                                                                   |                                                                  |
| 2006 |                        |                                                      | geen deelname | geen deelname                                                     | geen deelname                                                    |
| 2007 |                        | geen deelname                                        |               |                                                                   |                                                                  |
| 2008 | geen deelname          |                                                      | geen deelname |                                                                   |                                                                  |
| 2009 |                        | 9e 50m rugslag 11e 100m rugslag 8e 200m rugslag      |               |                                                                   |                                                                  |
| 2010 |                        |                                                      | geen deelname | 50m rugslag · 100m rugslag · 11e 200m rugslag · 4x100m wisselslag | 50m rugslag · 4e 100m rugslag · 200m rugslag · 4x100m wisselslag |
| 2011 |                        | 50m rugslag · 5e 100m rugslag · 5e 4x100m wisselslag |               |                                                                   |                                                                  |
| 2012 | 4x100 meter wisselslag |                                                      |               |                                                                   |                                                                  |

## Persoonlijke records
Bijgewerkt tot en met 21 augustus 2010

### Kortebaan
| Afstand      | Tijd    | Datum            | Plaats         |
| ------------ | ------- | ---------------- | -------------- |
| 50m rugslag  | 26,13   | 10 november 2009 | Stockholm      |
| 100m rugslag | 56,81   | 8 november 2009  | Upplands Väsby |
| 200m rugslag | 2.01,67 | 14 november 2009 | Berlijn        |

### Langebaan
| Afstand      | Tijd    | Datum             | Plaats    |
| ------------ | ------- | ----------------- | --------- |
| 50m rugslag  | 27,73   | 29 juli 2009      | Rome      |
| 100m rugslag | 59,13   | 11 september 2010 | Narashino |
| 200m rugslag | 2.08,49 | 31 juli 2009      | Rome      |